# Sandra Le Dréan
Sandra Le Dréan, née le 13 mai 1977 à Rennes (Ille-et-Vilaine), est une joueuse de française basket-ball évoluant au poste d’ailière. Elle mesure 1,87 m et est membre de l’Équipe de France.

## Biographie
Issue d'une famille où le basket-ball est toujours présent, elle rejoint l'INSEP à 15 ans. En 1995, elle signe son premier contrat Pro en rejoignant l'ASPTT Aix-en-Provence. Pour sa première saison dans l'élite française, elle est élue MVP espoir.
En 2000, elle rejoint l"un des deux clubs majeurs de l'élite française, l'USVO. Avec ce dernier club, elle remporte cinq titres de championne de France, quatre coupe de France et quatre Tournoi de la Fédération.
Sur la scène européenne, elle participe à quatre Final Four consécutif de l'Euroligue, remportant le titre en 2002 face au club polonais de Lotos Gdynia, puis en 2004, toujours face au même adversaire. En 2001, c'est le club rival français de Bourges qui l'empêche d'obtenir son premier titre. La saison 2003 se termine elle face au club russe d'UMMC Iekaterinbourg.
En 2006, elle décide de faire enfin l'expérience de jouer à l'étranger. Elle rejoint le club tchèque de USK Prague qui a l'ambition de rivaliser avec le club de Brno. Elle évolue pendant quatre saisons avec ce club de Prague qui échoue chaque année face à Brno en championnat de République tchèque. Elle dispute lors de ces quatre saisons l'Euroligue, avec trois éliminations en huitièmes de finale, face au Spartak région de Moscou en 2007 et 2009 et Ros Casares Valence en 2010. En 2008, le club de Prague ne parvient pas à franchir le premier tour. 
Elle met un terme à sa carrière de joueuse de basket-ball à l'issue de la saison 2009-2010. Son dernier match a lieu le 15 mai 2010 dans la Salle du Hainaut de Valenciennes lors de son jubilé.

### Sélection nationale
Elle fait ses débuts sous le maillot bleu le 25 avril 1996 à Nîmes contre la Corée du Sud. 
Depuis cette date, elle participe à toutes les campagnes de celle-ci. Elle participe ainsi à quatre Championnats d'Europe, remportant la médaille d'argent en 1999 face à la Pologne qui évolue à domicile, puis l'or lors de l'Euro qui se dispute en France.
Elle participe également à deux championnats du monde et aux jeux olympiques de Sydney.
Elle a fêté le 6 septembre 2007 sa 200e sélection en équipe nationale lors d'un match de préparation au championnat d'Europe 2007.
Ce dernier championnat est un échec pour l'équipe de France qui échoue à la 8e place, perdant ainsi toute chance de pouvoir participer aux jeux de Pékin. 
En mars 2008, elle annonce qu'elle met un terme à sa carrière en bleu. Elle aura finalement porté le maillot bleu pour la dernière fois le 7 octobre 2007 face à la Belgique.

## Club
- formée au Rennes Pôle Association
- avant 1995 :  INSEP (NF1B)
- 1995-2000 :  ASPTT Aix-en-Provence
- 2000-2005 :  US Valenciennes Olympic (capitaine)
- 2006-2010 :  USK Prague

## Palmarès

### En club
International
- Championne d'Europe Euroligue : 2002, 2004
- Vice-Championne d'Europe Euroligue : 2001, 2003

National
- Championne de France : 2001, 2002, 2003, 2004, 2005
- Vainqueur de la Coupe de France : 2000, 2001, 2002, 2003 et 2004
- Vainqueur du Tournoi de la Fédération : 2002, 2003, 2004, 2005
- Vainqueur de l'Open LFB : 2003, 2004
- Championne de République tchèque : 2009

### En sélection
- Médaille d'or du Championnat d'Europe 2001,  France
- Médaille d'argent du Championnat d'Europe 1999,  Pologne

### Distinctions personnelles
- MVP de la Ligue féminine de basket : 2005
- MVP du Tournoi de la Fédération : 2003
- MVP du championnat de France espoir : 1996
- Récompensée, le 27 juin 2010 du « Coq d'Or » de la Fédération française de basket-ball[4].